# Llengües romàniques
Les llengües romàniques o neollatines són llengües que històricament deriven del llatí vulgar (entès en el sentit etimològic de «popular», «parlat pel poble», com a oposat al llatí clàssic i literari). Formen un subgrup dins de les llengües itàliques, branca de les llengües indoeuropees. El nombre de parlants de llengües romàniques al món com a llengua materna supera els 1.000 milions (aproximadament un 13% de la població mundial), i el català és la sisena llengua romànica per nombre de parlants nadius: castellà (>550 milions), portuguès (>240 milions), francès (>80 milions), italià (67 milions), romanès (>20 milions), i català (>10 milions). La disciplina que estudia les llengües romàniques és la romanística. Aquestes llengües es parlaven i es continuen parlant en un territori que rep el nom de Romània, i que actualment cobreix majoritàriament el sud europeu de l'antic Imperi romà; els termes "romà", "romana" i «Romània» procedeixen efectivament de l'adjectiu llatí romanus: es considerava que els seus parlants empraven una llengua presa de la dels romans, per oposició a altres llengües presents en els territoris de l'antic imperi, com el fràncic a França, llengua dels francs pertanyent a la família de les llengües germàniques.
El primer escrit en què es troba el terme romà, d'una manera o una altra referit a una llengua romànica, es remunta al concili de Tours, l'any 813. És a partir d'aqueix concili que es considera que la primera llengua vulgar es distingeix del llatí, i es designa en efecte com una llengua a banda. Es tracta d'una forma de protofrancès, que rep el nom de rustica romana lingua o roman. No obstant això, en els Cartularis de Valpuesta, hi ha un text anterior que data de l'any 804, escrit en un castellà molt primitiu.
L'evolució del llatí vulgar cap a les llengües romàniques es data grosso modo de la manera següent:
1. Entre el 200 aC i 400 dC aproximadament: diferents formes de llatí vulgar.
2. Entre 500 i 600: aquestes formes comencen a distingir-se entre si.
3. A partir de 800: es reconeix l'existència de les llengües romàniques.

## Del llatí clàssic al llatí vulgar

### Alguns tipus de modificacions fonètiques pròpies del llatí vulgar

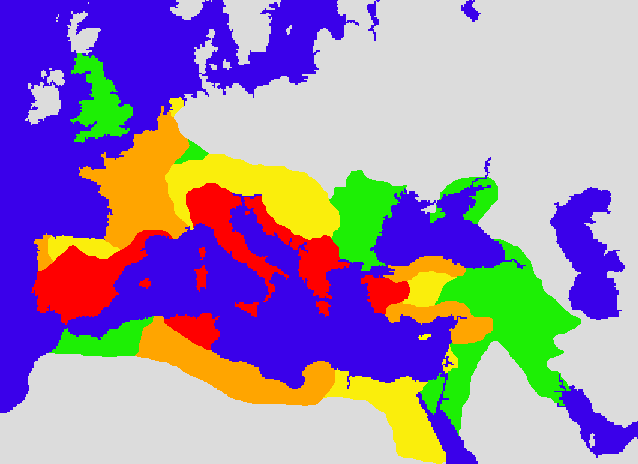
Mapa de l'Imperi romà a l'any 133 aC (vermell), 44 aC (taronja), 14 dC (groc), i 117 dC (verd)

A propòsit del llatí vulgar, cal ressenyar que els romans vivien en situació de diglòssia: la llengua de cada dia no era el llatí clàssic, el llatí dels textos literaris o sermo urbanus (el 'discurs urbà', és a dir, refinat), que es trobava estancat per la gramàtica (com ja ho estava el sànscrit en la mateixa època a l'Índia), sinó una forma distinta tot i que pròxima, en un procés de desenvolupament més lliure, el sermo plebeius ('discurs plebeu'). Sembla que el llatí clàssic no es limitava a un ocupació llibresca, sinó que el parlaven les classes socials elevades, mentre que el sermo plebeius era la llengua del poble, els comerciants i els soldats. Sense possibilitat d'accedir a l'estatus de llengua literària, el llatí vulgar ens és conegut sobretot per la fonètica històrica, per les citacions i per les crítiques i censures pronunciades per pedagogs del llatí literari, així com per nombroses inscripcions, registres, comptes i altres textos corrents. D'altra banda, el Satyricon de Petroni, una mena de novel·la escrita probablement en el primer segle de la nostra era i que recull els entorns marginals de la societat romana, és un testimoni important d'aquesta diglòssia: segons la seua categoria social, els personatges s'expressen en una llengua més o menys pròxima a l'arquetip clàssic.
Entre els textos que han censurat les formes jutjades decadents i errònies, cal destacar l'Appendix Probi, una espècie de compilació d'«errors» freqüents recopilats per un cert Probus que data del segle iii de la nostra era. Són aquestes formes, i no els seus equivalents en llatí clàssic, les que es troben en l'origen de les paraules utilitzades en les llengües romàniques. Heus ací alguns exemples de «faltes» citades per Probus (segons el model A non B, '[digau] A, no B'), classificades ací segons el tipus d'evolució fonètica i acompanyades de comentaris que permeten assenyalar les principals diferències entre el llatí clàssic i el llatí vulgar. No és possible ser exhaustiu en la matèria i incloure referències a totes les diferències entre el llatí clàssic i el vulgar, però alguns exemples de l'Appendix Probi en són una introducció pertinent:
1. càlida non calda, màsculus non masclus, tàbula non tabla, óculus non oclus, etc.
Aquests exemples mostren que les vocals posttòniques o les pretòniques es tornaven mudes. En efecte, les paraules llatines s'accentuen càlida, màsculus, tàbula i óculus, i la vocal següent era breu. Aquest emmudiment prova també que l'accent tonal del llatí clàssic es va tornar accent d'intensitat en llatí vulgar (perquè un accent tonal no hauria tingut gens d'influència sobre les vocals àtones de l'entorn). Es reconeixen en aquesta llista els avantpassats de cald, mascle, taula i ull, notant-se l'evolució ja descrita.
2. vínea non vinia, solea non solia, lancea non lancia, etc.
Es veu en aquest passatge que en llatí vulgar la /e/ breu davant de vocal es torna semiconsonant /j/ (la inicial de iot); el fenomen és denominat consonantització i consisteix, després de consonant, en la palatalització; aquestes consonants palatalitzades (que poden provenir d'altres fonts), són importants en l'evolució de les llengües romàniques a causa del dèficit que el llatí tenia de sons palatals, desequilibri que a la fi va originar la transformació de gran part de les consonants primitives del llatí, per obra d'aquest element palatal denominat genèricament iod. Aquesta transformació explica per què s'obté, per exemple, vinya (amb /nj/ davant de/, assenyalada en les llengües romàniques per distintes grafies: el dígraf ny en català, gn en francès i en italià, ñ en castellà i en gallec, nh en portuguès i occità, etc.).
3. auris non oricla.
Probus observa en aquest exemple nombrosos fenòmens: en primer lloc, la monoftongació o reducció d'antics diftongs: /au/ monoftonga en /o/, i en llatí vulgar /ae/ ho fa en /e/ oberta, de la mateixa manera que /oe/ passa a /e/ tancada. Després, l'ús d'un sufix diminutiu -culus agregat a l'arrel auris ('orella'), dona lloc a aurícula, 'xicoteta orella'. En efecte, l'ús de diminutius en llatí vulgar és freqüent.
4. auctor non autor.
Es destaca ací una simplificació o reducció de grups consonàntics; així, /kt/ passa a /t/, i dona autor en català, castellà i portuguès, auteur en francès, autore en italià; igualment actor dona attore en italià. Pel mateix motiu, /pt/ passa a /t/ (septem, scriptum, ruptum), que van evolucionar a set, escrit i el castellà roto. En romanès /kt/ passa a /pt/ i /pt/ es conserva.
5. rivus non rios, sibilus non sifilus.
El so /w/ del llatí o wau, assenyalat per la lletra u (o v en les edicions modernes) ha evolucionat de maneres diverses, siga ensordint-se fins a la desaparició entre vocals (ri(v)us, que dona riu en català, pa(v)or que dona peur en francès, paura en italià, i el derivat paorós en català), o en espirant bilabial sonora després reforçada en /v/ (en la majoria de les llengües romàniques); /p/ i /b/ en posició intervocàlica han conegut la mateixa sort, la qual cosa explica que sibilus done sifilus, sabent que /f/ no és ja més que la variant sorda de /v/; així s'explica siffler en francés (de sibilare, que es torna sifilare i després siflare) o el francés savoir (de sapere, després sabere, savere; el català saber mostra, per la seua ortografia, que ha romàs en l'estat intermedi, etc.).
6. pridem non pride.
Aquest últim exemple (la llista no és gens exhaustiva, lluny d'això) mostra que /m/ al final de paraula no es pronuncia ja (la qual cosa fins i tot succeeix en llatí clàssic: l'escansió del vers llatí ho prova fàcilment). Aquest emmudiment és, entre d'altres, l'origen de la desaparició del mecanisme de les flexions; les llengües romàniques no utilitzen, en efecte, ja les declinacions llatines i opten per utilitzar preposicions que van nàixer com un sistema auxiliar i a poc a poc van anar substituint la flexió.
Aquesta llista no és exhaustiva i seria necessari abordar la qüestió de la diftongació panromana (que coneixen totes les llengües romàniques) i assenyalar quin nombre de vocals s'han generat a conseqüència de les diftongacions secundàries.

### Transformacions en profunditat del sistema morfosintàctic

#### Sistema nominal
La caiguda de la /m/ final, consonant que es troba sovint en la flexió, crea llavors una ambigüitat: Romam es pronuncia com Roma, no es pot saber si el terme està en nominatiu, en acusatiu o en ablatiu. Així, les llengües romàniques han d'utilitzar preposicions per a evitar tal ambigüitat. Abans de dir Roma sum per «soc a Roma» o Roma(m) eo per «vaig a Roma», va caldre expressar aqueixes dues frases per sum in Roma i eo ad Roma. En aquest aspecte, convé recordar que si ja, en llatí clàssic, des de l'època imperial, la /m/ al final de paraula s'ometia, Roma sum i Roma(m) eo no podien ser confoses: en l'ablatiu (Roma sum), la /a/ final és llarga; no obstant això és breu en acusatiu: així es pronunciava /rōmā/ per al primer, /rōmă/ per al segon. El llatí vulgar, això no obstant, ja no utilitza el sistema de quantitats vocàliques: ambdues formes són una mica ambigües.
En un mateix moviment, els adverbis i les preposicions simples tendeixen a ser reforçats: ante, 'abans', ja no basta; cal posar ab + ante  en vulgar per a explicar el català i occità abans (ab + ans), el francès avant, o bé in ante de per al romanès înainte, etc.; igualment avec (francès) prové de apud + hoc, dins de de intus, etc. El cas límit pareix aconseguit amb el francès aujourd'hui, noció que es deia simplement hodie en llatí clàssic. El terme francès s'analitza en à + le + jour + de + hui, en què hui ve de hodie (que es troba en català, avui o hui, en occità, uèi, en castellà hoy, en italià, oggi, en romanx, hoz o en való, oûy). El compost aglutinat resultant és, en conseqüència, redundant, ja que significa terme a terme: «al dia d'avui» (en francès au jour d'aujourd'hui). Certes llengües conservadores, mentrestant, han mantingut adverbis i preposicions simples: el castellà con i el romanès cu venen de cum, talment com en català o în romanès són heretats de in. Es veu també aquest fenomen amb els termes simples heretats de hodie.
A partir d'una llengua flexional amb sintaxi àgil (en la qual l'ordre de les paraules no és primordial per al sentit sinó principalment per a l'estil i l'èmfasi), el llatí vulgar va acabar produint un conjunt de llengües que utilitzen moltes preposicions i en les quals l'ordre dels mots és fix: si és possible dir en llatí Petrus Paulum amat o amat Petrus Paulum o Paulum Petrus amat o encara amat Paulum Petrus per a voler dir que 'Pere ama Pau', açò no és possible en les llengües romàniques, que han abandonat més o menys ràpidament les declinacions; així, en català 'Pere estima Pau' i 'Pau estima Pere' tenen un sentit oposat, només l'ordre de les paraules indica qui n'és subjecte i qui n'és objecte. El castellà 'Pedro ama a Pablo' pot desordenar la frase però és necessari que la preposició es mantingui davant de l'objecte: 'A Pablo ama Pedro'. Quan les llengües romàniques han conservat un sistema de declinacions, aquest s'ha simplificat i es limita a dos casos (a excepció del romanès): és el que ocorre en antic francès i en antic provençal, que no en tenen més que dos, el cas subjecte (heretat del nominatiu) i, per a tot el que no sigui subjecte, el cas objecte o règim (provinent de l'acusatiu), per a tot el que no sigui subjecte. En francès, quasi sempre, el cas subjecte va desaparèixer; els noms actuals heretats del francès antic són llavors tots de l'antic cas objecte i, per tant, d'antics acusatius; es pot constatar amb un simple exemple:
|           | singular | plural |              | singular | plural | singular | plural |
| nominatiu | murus    | muri   | cas subjecte | mur      | murs   | —        | —      |
| acusatiu  | murum    | muros  | cas objecte  | mur      | murs   | mur      | murs   |

El romanés, no obstant això, conserva un sistema flexional que exerceix amb tres casos sincrètics: cas directe (nominatiu + acusatiu), cas oblic (genitiu + datiu) i vocatiu. Aquests casos es distingeixen principalment quan el nom és marcat per l'article definit. En cas contrari, tenen tendència a ser confosos.
Altres punts mereixen ser assenyalats: primer, excloent-ne el romanès, els tres gèneres, masculí, femení i neutre, són reduïts a dos per l'eliminació del neutre; així, el terme llatí folia, nominatiu i acusatiu neutre plural de folium, "fulla", és reinterpretat com un femení: És el cas, per exemple, en català, en què es torna fulla, mes també en francès, sota la forma feuille, en castellà hoja, en italià foglia, romanx föglia, való fouye, portuguès folha, occità fuèlha, etc., tots termes femenins (però es presenten curiositats com el català full en masculí). A més, les llengües romàniques van desenvolupar un sistema d'articles determinats, desconeguts en llatí clàssic. Així, en català, el i la provenen respectivament dels pronoms i adjectius demostratius ille i illa; igualment en italià per a il i la (així com el < illum), en francès per a le i la dels demostratius illum e illa respectivament, etc. El romanès es distingeix per ser l'única llengua romànica en la qual l'article va posposat: om, 'home', om-ul, 'l'home'. Els articles indeterminats, per la seua banda, provenen simplement del numeral unus, una (i unum en el neutre), que possiblement el llatí vulgar utilitzava amb aquest ús.
Finalment, el sistema de l'adjectiu és revisat: mentre que en llatí els graus d'intensitat eren marcats per sufixos, les llengües romàniques sempre utilitzen un adverbi davant de l'adjectiu simple, sia magis (que va esdevenir més en català, mai en occità i en romanès, mais en portuguès, más en castellà, etc.) ja siga plus (più en italià, plus en occità i francès, pus en català i való, plu en romanx, etc.): així, per a dir més gran (comparatiu de superioritat) en llatí clàssic era suficient grandior; en català cal més gran, en italià più grande, etc. Igualment, el superlatiu absolut el més gran es deia grandissimus en llatí clàssic, però el més gran i il più grande en aqueixes mateixes llengües.

#### Sistema verbal
Les conjugacions llatines es van modificar profundament, principalment per la creació de temps compostos: així el nostre he cantat, francès j'ai chanté, occità ai cantat o castellà he cantado venen d'un habeo cantatu(m) vulgar, que no existeix en llatí clàssic. L'ús de verbs auxiliars ser i haver, és notable: el llatí ja usava ser en la seua conjugació, però no de forma tan sistemàtica com en les llengües romàniques que han generalitzat el seu ús per a crear un joc complet de formes compostes responent a les formes simples. Generalment, les formes compostes marquen l'aspecte finalitzat de l'acció.
Un mode nou apareix, el condicional (testificat per primera vegada en una llengua romanç en la Seqüència de santa Eulàlia / Séquence de sainte Eulalie), construït a partir de l'infinitiu (a vegades modificat) seguit de les desinències de l'imperfecte: viure + -ia dona viuria en català, així vivrais en francès, viuriá en occità, viviría en castellà. Cal notar algunes de les modificacions de l'arrel: haver + ia > hauria i no *haveria. De la mateixa manera, el futur clàssic és abandonat per una formació comparable a la del condicional, és a dir, l'infinitiu seguit del verb haver-hi (o precedit, com en el cas sard): així cantara habeo ('he de cantar') dona cantaré en català i castellà, cantarai en occità, je chanterai en francés, etc.
La forma passiva s'elimina a favor d'un sistema compost que ja existia en llatí (cantatur, 'és cantat', en llatí clàssic es converteix en est cantatus, que en llatí clàssic significa 'ha sigut cantat'). Finalment, algunes conjugacions irregulars (com ara volle en francès "vouloir") són rectificades, encara que moltes mantenen el seu caràcter irregular en les llengües romàniques, i els verbs deponents deixen de ser utilitzats.

### El lèxic del llatí vulgar
El llatí vulgar i el llatí clàssic no difereixen només en aspectes fonològics i fonètics, sinó també pel lèxic; les llengües romàniques, de fet, no usen més que en proporció variable el vocabulari clàssic. Sovint es retenen termes populars, eliminant els propis de la llengua més culta.
Algunes paraules llatines han desaparegut completament i han sigut reemplaçades pel seu equivalent popular: cavall, equus en llatí clàssic, però caballus ('rossí'; paraula, potser, d'origen celta) en llatí vulgar. La paraula es troba en totes les llengües romàniques: cheval en francès, caval en occità, cavall en català, cal en romanès, cavallo en italià, tchvå en való, chavagl en romanx, etc.
D'altra banda, si certs termes clàssics han desaparegut, no sempre han sigut reemplaçats necessàriament per la mateixa paraula en llatí vulgar. El terme culte per a 'parlar' és loqui en llatí clàssic, substituït per:
- parabolare (paraula presa de la litúrgia cristiana i d'origen grec; literalment 'parlar amb paràboles'): català i occità parlar, francès parler, italià parlare, etc.;
- fabulare (literalment: 'fabular'): castellà hablar, portuguès i gallec falar, sard faedhàre, etc.

Finalment, algunes llengües romàniques van continuar emprant les formes clàssiques, mentre d'altres, anomenades menys "conservadores", es van servir de les formes vulgars. L'exemple emprat tradicionalment és el del verb "menjar":
- llatí clàssic edere: es troba en forma composta i, per tant, menys "noble" en castellà i portuguès comer (de comedere);
- llatí vulgar manducare (literalment 'mastegar'): en francès manger, occità manjar (però en gascó minjar), italià mangiare, català menjar, o en romanès mâncar, per exemple.

### Els primers textos en llengua romànica
Els primers textos en una llengua romànica conservats estan datats cap a finals del segle viii o principis del segle ix. Són l'Endevinalla veronesa, els Juraments d'Estrasburg i els Cartularis de Valpuesta. Magister meus no vol que me miras, novell i les Homilies d'Organyà, del segle xii, que són uns dels documents literaris més antics escrits en català.

## Les raons de la diversitat de les llengües romàniques

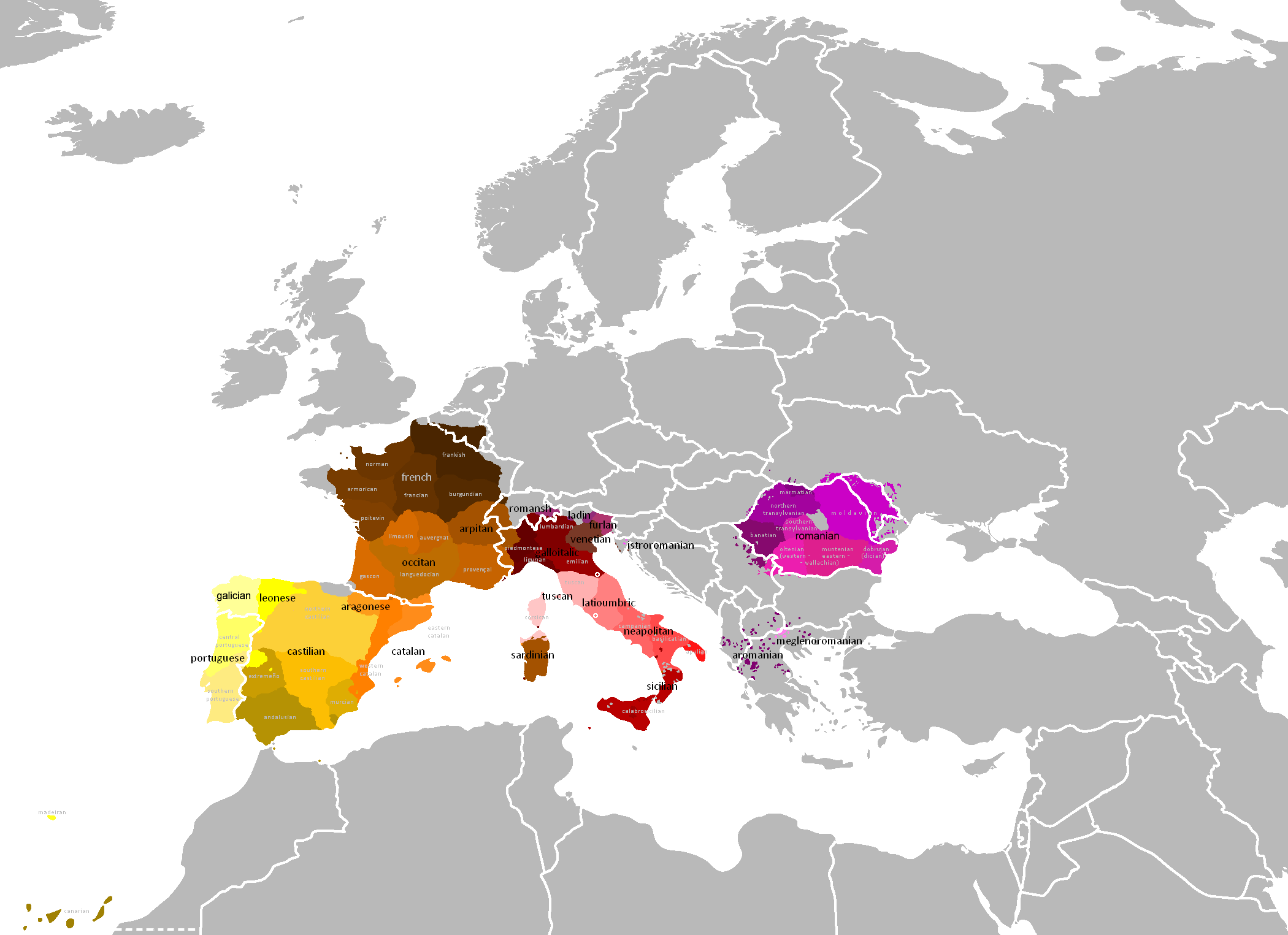
Mapa de les llengües romàniques d'Europa

L'evolució fonètica natural de les llengües, a la qual el llatí naturalment no va escapar, explica en gran part les importants diferències entre algunes llengües romàniques. A aquest procés també s'afegeix la diversitat lèxica del que es denomina llatí vulgar: la grandària de l'Imperi romà i l'absència d'una norma literària i gramatical van resultar en una llengua vernacla no fixada.
De manera que cada zona de l'imperi va utilitzar una variant particular del llatí vulgar (es deuria fins i tot dir "dels llatins vulgars"), com s'ha vist més amunt, una llengua preferint un terme per a dir "casa" (llatí casa en castellà, català, italià, portuguès, romanès) i una altra llengua preferint un terme diferent (mansio per al mateix sentit en francès maison), per exemple.
A aquestes dues raons s'afegeix la presència de substrats: llengües parlades inicialment en una zona i recobertes d'una altra, no deixant més que traces disperses, tant en el vocabulari com en la gramàtica o en la pronunciació en la llengua d'arribada. Així, el substrat gal en francès deixa unes cent vuitanta paraules com ara braies, char o bec i estaria en l'origen del pas del so /u/ (de loup) llatí a /y/ (de lune).
Naturalment, la influència del gal no es va limitar només a França: el portuguès o els dialectes de la Itàlia del nord, per exemple, n'han pres alguns termes. Igualment alguns estudiosos consideren que uns idiomes que van servir de substrat per a algunes de les llengües iberoromàniques van ser el basc i el bascoibèric. El basc possiblement va aportar el canvi /f/ a /h/ a l'inici de les paraules en castellà i gascó (el llatí farina es va convertir en harina en castellà i haria en gascó) i paraules com izquierda en castellà (basc ezker), i el bascoibèric, paraules com "esquerra" en català. Uns altres substrats del llatí en territori català són el celta i el sorotapte, tots dos de tipus indoeuropeu, contràriament al bascoibèric.
Fins i tot hi hagué la influència de l'etrusc per al dialecte italià de la Toscana, que li deuria el seu gorgia toscana, és a dir, la pronunciació dels sons /k/ com a /h/ (anglès home) o /χ/ (alemany Bach; castellà jota). Cal notar que tant la teoria del substrat basc com la de l'etrusc estan desacreditades actualment.
Finalment, el superstrat també ha tingut un paper important en la diferenciació de les llengües romàniques: són les llengües de pobles que, havent-se instal·lat en un territori, no han aconseguit imposar-hi la seua llengua. No obstant això, aqueixes llengües deixen traces importants. El superstrat fràncic (és a dir, germànic) a la Gàl·lia és important; el vocabulari medieval n'està ple, sobretot en el domini de la guerra i de la vida rural (així, en francès, adouber, flèche, hache, etc., però també framboise, blé, saule, etc., i fins i tot garder i sorprenentment trop, del fràncic; i en occità mots com apcha, ardit, esclafar, gasanhar, gant, tropèl, del fràncic, i cauipir, espeut, del burgundi).
El francès i l'occità actual contenen diverses centenes de paraules heretades, doncs, de llengües germàniques. També el català i el castellà tenen paraules germàniques, procedents del gòtic (dels visigots) en el cas del català i el castellà, i també del fràncic, en el cas del català. Paraules com guerra o les ja vistes en francès adobar, flecha, hacha, frambuesa, guardar, fins i tot noms com Federico o Hernando es troben en castellà. I bramar, amanir, randa, llesca, del visigòtic, i guardó, guaita, garba, estona o gaire, del fràncic, es troben en català.
En castellà, el superstrat que més es nota és l'àrab: d'aqueixa llengua provenen més de 4.000 paraules, entre les quals hi ha topònims i compostos. La característica més remarcable és el manteniment quasi sistemàtic de l'article àrab en la paraula, mentre que les altres llengües romàniques que han pres la mateixa paraula l'han perdut més sovint. Així passa amb la paraula castellana algodón, oposada al català cotó i al francés i occità coton, que prové de l'àrab al quṭun; algarroba, garrofa, en francès caroube i en occità carróbia, de a l'harubah; o també aduana, 'duana', en francès douane i en occità doana, de ad-diwan (que també dona divan).
Finalment, el romanès deu a les llengües eslaves de l'entorn el vocatiu, alguns termes lèxics així com processos de palatalització diferents de les altres llengües romàniques.
Un estudi de 1949 del lingüista italo-americà Mario Pei, que analitzava el grau en què set llengües romàniques divergien del llatí vulgar pel que fa a la seva vocalització d'accent, va donar les següents mesures de divergència (amb percentatges més alts indicaven una major divergència de les vocals accentuades del llatí vulgar):
- logudorès: 8%;
- italià: 12%;
- castellà: 20%;
- romanès: 23,5%;
- occità: 25%;
- portuguès: 31%;
- francès: 44%.

L'estudi va subratllar, però, que només representava "una demostració molt elemental, incompleta i provisional" de com els mètodes estadístics podrien mesurar el canvi lingüístic, assignaven valors puntuals "francament arbitraris" a diversos tipus de canvis i no comparaven les llengües de la mostra. respecte a qualsevol característica o forma de divergència que no siguin les vocals tòniques, entre altres advertències.

### Graus d'intel·ligibilitat mútua entre algunes llengües romàniques
Segons l'Ethnologue:
| %         | Francès | Català | Italià | Portuguès | Romanx | Romanès | Castellà | Sard |
| --------- | ------- | ------ | ------ | --------- | ------ | ------- | -------- | ---- |
| Francès   |         | 85     | 89     | 75        | 78     | 75      | 75       | 80   |
| Català    | 85      |        | 87     | 85        | 76     | 73      | 85       | 76   |
| Italià    | 89      | 87     |        | 80        | 82     | 77      | 82       | 85   |
| Portuguès | 75      | 85     | 80     |           | 74     | 71      | 89       | 76   |
| Romanx    | 78      | 76     | 82     | 74        |        | 72      | 74       | 75   |
| Romanès   | 75      | 73     | 77     | 72        | 72     |         | 71       | 75   |
| Castellà  | 75      | 85     | 82     | 89        | 74     | 71      |          | 76   |
| Sard      | 80      | 76     | 85     | 76        | 75     | 75      | 76       |      |

## Taula de comparació entre les llengües romàniques
| Llatí        | Sard         | Italià   | Castellà | Portuguès | Francès | Occità          | Català   | Romanx   | Llombard      | Romanès    |
| acqua        | abba         | acqua    | agua     | agua      | eau     | aiga            | aigua    | aua      | aqua/egua/eua | apă        |
| acutus       | agúdu        | acuto    | agudo    | agudo     | aigu    | agut            | agut     | aguz     | aguzz         | acut       |
| adiutare     | agiudare     | aiutare  | ayudar   | ajudar    | aider   | ajudar          | ajudar   | agidar   | judà          | ajuta      |
| apis/apicula | àbe          | ape      | abeja    | abelha    | abeille | abelha          | abella   | avieul   | ava           | albina     |
| saponem      | sabone       | sapone   | jabón    | sabão     | savon   | sabon           | sabó     | savun    | savon         | săpun      |
| carricare    | carrigare    | caricare | cargar   | carregar  | charger | cargar/chargar  | carregar | chargar  | carregà       | încărca    |
| caballum     | cabaddu      | cavallo  | caballo  | cavalo    | cheval  | caval/chaval    | cavall   | cheval   | cavâl         | calu       |
| cantare      | cantare      | cantare  | cantar   | cantar    | chanter | cantar/chantar  | cantar   | chantar  | cantà         | a cantâ    |
| clave        | crae         | chiave   | llave    | chave     | clef    | clau            | clau     | clav     | ciav          | cheie      |
| ferrum       | ferru        | ferro    | hierro   | ferro     | fer     | fer             | ferro    | fier     | fèr           | fier       |
| ventum       | bentu        | vento    | viento   | vento     | vent    | vent            | vent     | vent     | vent          | vânt       |
| rota         | roda         | ruota    | rueda    | roda      | roue    | roda            | roda     | roda     | rœda          | roată      |
| aurum        | oru          | oro      | oro      | ouro      | or      | aur             | or       | aur      | òr            | aur        |
| pax          | pache        | pace     | paz      | paz       | paix    | patz            | pau      | pasc     | paas          | pace       |
| sol          | sole         | sole     | sol      | sol       | soleil  | sol             | sol      | solegl   | sol           | soare      |
| noctem       | note         | notte    | noche    | noite     | nuit    | nuéit / nuèch   | nit      | notg     | nott          | noapte     |
| pontem       | ponte        | ponte    | puente   | ponte     | pont    | pònt            | pont     | pont     | punt          | punte      |
| nōvum        | nou          | nuovo    | nuevo    | novo      | nouveau | nòu             | nou      | nov      | noeuv         | nou        |
| hospitalis   | ospidale     | ospedale | hospital | hospital  | hôpital | espitau         | hospital | hospital | ospedaa       | spital     |
| ego          | ego          | io       | yo       | eu        | je      | jo/ieu          | jo       | jau      | mi/me         | eu         |
| filium       | fillu/fizu   | figlio   | hijo     | filho     | fils    | filh            | fill     | figl     | fioeu         | fiu        |
| facere       | fàchere      | fare     | hacer    | fazer     | faire   | far / faire     | fer      | far      | fà            | face       |
| lingua       | lìngua/limba | lingua   | lengua   | lingua    | langue  | lenga           | llengua  | lingua   | lengua        | limbă      |
| terra        | terra        | terra    | tierra   | terra     | terre   | terra           | terra    | terra    | terra         | ţara       |
| pluvia       | pròida       | pioggia  | lluvia   | chuva     | pluie   | pluéja / pluèia | pluja    | plievgia | pieuva        | plioaie    |
| ārbore       | àrbore       | albero   | árbol    | árvore    | arbre   | arbre / aubre   | arbre    | arbre    | alber         | arbore/pom |
| hominem/hōmo | òmine        | uomo     | hombre   | homem     | homme   | òme             | home     | um       | ómm           | om         |
| iucare       | giugare      | giocare  | jugar    | jogar     | jouer   | jugar           | jugar    | giugar   | giugà         | juca       |
| oculus       | ogru         | occhio   | ojo      | olho      | œil     | uelh            | ull      | ögl      | œugg          | ochi       |
| flama        | flama        | fiamma   | llama    | chama     | flamme  | flamba          | flama    | flama    | fiama         | flamă      |
| cælum        | chelu        | cielo    | cielo    | céu       | ciel    | cèl / ciel      | cel      | chiel    | cel           | cer        |
| digitus      | didu         | dito     | dedo     | dedo      | doigt   | det             | dit      | digt     | did           | deget      |
| manum        | manu         | mano     | mano     | mão       | main    | man             | mà       | maun     | man           | mână       |

## Les llengües d'oc, d'oïl i de sí
El primer intent d'anomenar les llengües vulgars del llatí fou un escrit per Dant, que escrigué en el seu De vulgari eloquentia: "nam alii oc, alii si, alii vero dicunt oil" ('alguns diuen òc, d'altres diuen sì, i d'altres diuen oïl'). Aquesta manera de definir les llengües romàniques pel seu lèxic tractava d'una paraula bàsica ("sí") en tres de les llengües principals de l'edat mitjana i ben conegudes a Itàlia. Parlava, doncs, de la llengua d'òc (l'occità), la llengua d'oïl (el francès), i la llengua del sì (l'italià toscà). És clar que no era això l'únic tret definidor de cada grup.
La paraula "òc" ve del llatí vulgar hoc ('això'), mentre "oïl" (avui en dia, "oui") ve del llatí hoc illud ('això és'). Altres idiomes romànics deriven aquest mot del llatí sic, 'així [és]', com ara el català (sí), castellà (sí), italià (sì), lombard occidental (sé), i portuguès (sim). En català medieval la partícula afirmativa era hoc. Actualment només es conserva en el dialecte del català rossellonès o septentrional parlat a la Catalunya Nord.

## Classificació de les llengües romàniques

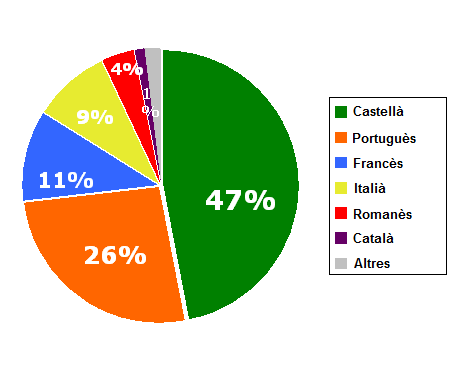
Nombre de parlants de les llengües romàniques com a percentatge del total

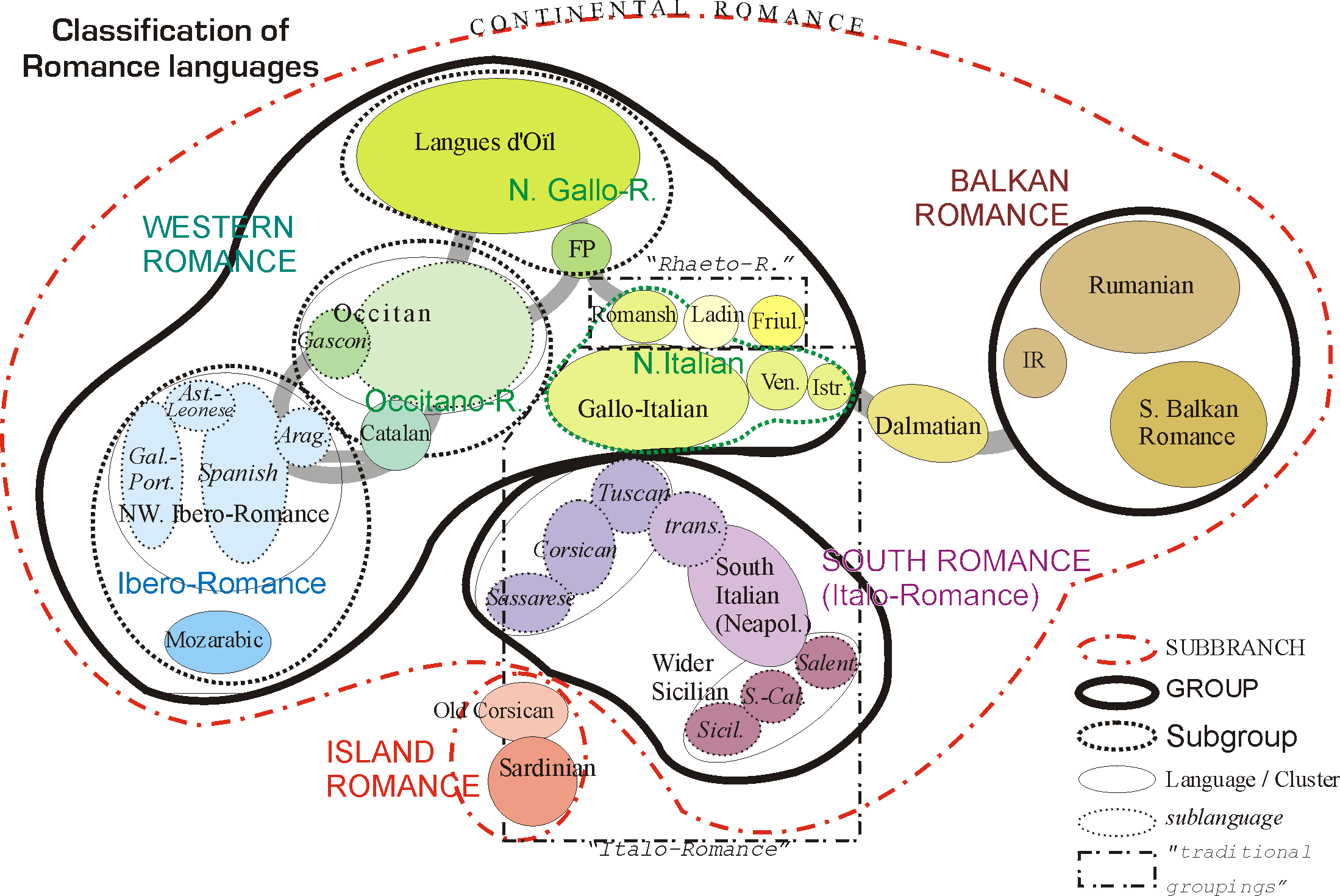
Classificació de les llengües romàniques segons Koryakov Y.B

Les llengües romàniques es classifiquen en nou grups, i cada un pot al seu torn comprendre diversos dialectes. Cal notar que l'elecció d'un d'aquests dialectes com a llengua oficial sol obeir a raons polítiques. Sigui com sigui, les llengües romàniques occidentals formen un continu de nombroses llengües les diferències mútues del qual són de vegades mínimes, però la llista següent es limitarà a mostrar les llengües més conegudes (entre parèntesis, el nom en la mateixa llengua i any de la seua primera atestació coneguda). Hi ha gran diversitat de classificacions de les llengües romàniques que van des de criteris geogràfics i geopolítics a criteris filogenètics més estrictes. Si es fa una classificació conservadora basada en grups filogenètics clars s'obtenen els grups següents:
- Llengües iberoromàniques
- Llengües occitanoromàniques
- Llengües gal·loromàniques
- Llengües retoromàniques
- Llengües gal·loitàliques
- Llengües italoromàniques centremeridionals
- Llengües balcoromàniques
- Sard

### Llengües iberoromàniques
- Aragonès: parlat en determinades zones de la província d'Osca (estat espanyol).
- Castellà (castellano, s. XI): una de les llengües oficials de l'estat espanyol, coneguda també com a espanyol. Oficial en la major part dels països de l'Amèrica Llatina. Té poca varietat dialectal en els registres cultes i es mostra com una llengua molt conservadora.
- Asturlleonès (Asturllïonés, s. X Nodicia de Kesos): llengua sovint denominada asturià (asturianu) al Principat d'Astúries i lleonès (llïonés) a Lleó, Zamora i Salamanca. Una variant, el mirandès, és oficial a Miranda do Douro (Portugal), i una altra, el castúo, es parla al nord-oest d'Extremadura.
- Gallec: llengua de Galícia. Alguns lingüistes prefereixen catalogar el gallec com la mateixa llengua que el galaicoportuguès.
- Mossàrab: extingida entre els segles xvi i xviii.
- Portuguès (português, s. XII): llengua oficial de Portugal, i cooficial amb el castellà a Galícia (on adopta el nom de gallec), tot i així molta gent considera la llengua gallega com a independent del portuguès. El gallec i el portuguès eren la mateixa llengua fins als darrers segles.

### Llengües italoromàniques (centre i sud)
- Cors: parlat a l'illa de Còrsega i al nord de l'illa de Sardenya, on es coneix com a gal·lurès i sassarès.
- Toscà: (italiano; s. X Placiti cassinesi): amb una gran quantitat de dialectes (més de dos-cents). El toscà florentí, promogut per Dante en el segle xiii constitueix la base de la llengua oficial d'Itàlia.
- Romanesc: també (italià central) és un conjunt de varietats lingüístiques parlades a Roma, Laci, Úmbria, Marques i una petita part dels Abruços, són considerats dialectes de l'italià però no deriven del toscà i tenen diferències gramaticals notables.
- Napolità: també (italià centre-meridional) és un conjunt de varietats lingüístiques parlades a Campània, les Marques, els Abruços, Molise, Basilicata, nord de Calàbria, nord i centre de la Pulla (Itàlia).
- Sicilià: també (italià extrem-meridional) és un conjunt de varietats lingüístiques parlades l'illa de Sicília, a la part centre i sud de Calàbria i a la part sud de la Pulla (Itàlia).[6]

### Llengües gal·loromàniques
- Arpità (francoprovençal o arpitan, segle xiii, Méditations de Marguerite d'Oingt): conjunt de llengües repartides entre Itàlia (Vall d'Aosta, Piemont), Suïssa (cantons de Friburg, Valais, Vaud i Ginebra), França (Lió, Savoia). Es troba en perill d'extinció.
- Llengües d'oïl
  - Borgonyó: parlat a la regió francesa de la Borgonya. Les zones de més vitalitat actualment són Chalon-sur-Saône, Le Creusot, Autun, Morvan i Auxerre-Langres. Està amenaçada.
  - Berrichon: parlat a la regió francesa de Berric. Està amenaçada.
  - Francès (français, segle ix, Juraments d'Estrasburg): llengua amb gran varietat dialectal pertanyent al grup de les llengües d'oïl i llengua oficial de l'estat francès i cooficial a Bèlgica, Suïssa i altres estats. És una evolució de diversos dialectes parlats al voltant de París.
  - Franc-comtès: parlat als departaments francesos de l'Haute-Saône, Territori de Belfort, nord de Doubs i una part del Jura (la zona sud és francoprovençal). A Suïssa s'assenta al cantó del Jura i a la zona francòfona del cantó de Berna. Està amenaçada.
  - Gal·ló: parlada a la Bretanya i a la Mayenne (estat francès).
  - Lorenès: anomenada també gaumais. Amb una discreta presència a l'administració del Gaume (Bèlgica), parlada també al departament francès de la Lorena i en determinades zones de l'Alsàcia: valls dels Vosges, Courtavon, vall del Bruche, alta vall del Giessen, Liepvre i Sainte-Marie-aux-Mines. Està amenaçada.
  - Normand: anomenat també jerseiès. Parlat a Normandia (estat francès) i a l'arxipèlag del Canal de la Mànega: Jersey, Guernsey, Alderney, Sark, Jethou, Herm, Brecqhou i Lihou. Està amenaçada.
  - Picard (cht'i, cap als segles xii i xiii): parlat a l'estat francès, a la regió de la Picardia llevat del sud de l'Oise i de l'Aisne i a Nord-Pas de Calais llevat de la zona de Dunkerque, de parla neerlandesa. També es parla a Bèlgica, a la província d'Hainaut fins a La Louvière a l'est (entre Mons i Charleroi).
  - Poiteví-saintongès: parlada a Poitou-Charentes, la Vendée, el Pays de Retz, la Maine-et-Loire, Indre-et-Loire, l'Alta Viena i la Dordonya (França). Està amenaçada.
  - Való (walon, cap als ss. xii i xiii): principalment a Bèlgica, on és considerada llengua regional, i també al municipi de Givet (França). Està amenaçada.
  - Xampanyès: probablement s'ha extingit fa poc. Parlada encara el 1975, era la llengua pròpia de la regió francesa de Xampanya-Ardenes, llevat de la punta de Givet, on es parla el való, d'Aisne (Picardia), Sena i Marne (Illa de França) i de Yonne (Borgonya); i de cinc poblacions de Bèlgica: Membre, Bohan, Bagimont, Pussemange i Sugny. L'associació Lou Champaignat en simula la vitalitat.

#### Llengües occitanoromàniques
- Català (català, s. XI, Greuges de Guitard Isarn): llengua oficial a Catalunya junt amb el castellà i l'occità, al País Valencià (on adopta el nom de valencià) i a les Illes Balears, també es parla en una petita contrada de Múrcia, coneguda com el Carxe (on el català no és oficial), la franja oriental de l'Aragó (amb una certa protecció, tot i que no és oficial), Andorra (on és l'única llengua oficial), Catalunya del Nord i l'Alguer. Té diversos dialectes.
- Occità (occitan o lenga d'òc, s. X): terme que comprèn un conjunt de dialectes anomenats llengua d'oc —principalment el nord-occità (llemosí, alvernès, i vivaro-alpí), l'mig-occità (llenguadocià, provençal) i l'occità gascó- i coneguts a França amb el nom despectiu de patués (patois), el català i l'occità constituïen una única llengua a l'edat mitjana, que només es va separar en dues llengües clarament diferenciades entre finals del segle xiii i principis del xiv. Val a dir, però, que entre les variants considerades occitanes sovint hi ha més diferències que entre l'occità llenguadocià i el català.

#### Llengües gal·loitàliques
- Emilià-romanyol: Sant Marino i al nord-est d'Itàlia: Piacenza, Ravenna, l'Emília-Romanya, Padània, sud de Llombardia, nord de la Toscana i a la província de Pesaro.
- Lígur: anomenada també monegasc i genovès. Parlada a Mònaco i Itàlia: a la regió de la Ligúria i a les localitats sardes de Carloforte i Calasetta. Està amenaçada.
- Llombard: anomenada també milanès. Parlada al cantó de Ticino de Suïssa. També a Itàlia: la Llombardia, províncies piemonteses de Novara i Verbania, Trentí-Tirol del Sud (província de Trento).
- Piemontès: anomenada també torinès. Parlada a la regió del Piemont (Itàlia), concretament a les províncies de Torí, Cuneo, Alessandria, Asti, Vercelli i Biella).
- Vènet: conegut també com a venecià. Parlada al Vèneto, Trentino i Venècia Júlia (Itàlia) i a les costes de Croàcia.
- Istriot: parlat a la península d'Ístria, especialment a les ciutats de Rovinj i Vodnjan, a la part superior de la mar Adriàtica, a Croàcia.

#### Llengües retoromàniques
- Romanx: dialectes romanxs (rumantsch): sursilvà, sutsilvà, surmirà, puter i vallader formen els cinc dialectes escrits, que es parlen a Suïssa (en el cantó dels Grisons). Interromanx (rumantsch grischun): espècie de lingua franca romanxa emprada a Suïssa per a unificar la vintena de dialectes romanxs, i que es recolza sobretot en el sursilvà, el vallader i el surmirà. L'interromanx és una llengua oficial al cantó suís dels Grisons.
- Ladí (ladín): emprat als Dolomites, a la Ladínia (Itàlia), es consideren una llengua regional.
- Friülés (furlan): parlat a les províncies italianes d'Údine, Podenone, Gorizia i una franja de la província de Venècia; té l'estatus de llengua regional.

### Llengües balcoromàniques
- Dàlmata: llengua morta al segle xix, que es parlava en algunes ciutats costaneres de Dalmàcia (costa de l'actual Croàcia). Amb dues variants principals: el ragusano, al sud, desaparegut en el segle xv, i el vegliota (veklisu), al nord, que es va continuar parlant fins al 1898.
- Dacoromanès (română; atestacions parcials al s. XII, a. completa en el s. XV): llengua de l'antiga província romana de Dàcia. És generalment denominat moldau a Moldàvia o romanès a Romania. El superstrat eslau té relativament poca rellevància i el romanès s'assevera com una llengua prou conservadora.
- Istrioromanès, parlat a Ístria (en via d'extinció).
- Meglenoromanès (o meglenita), parlat a la regió de Macedònia.
- Aromanès (o macedoromanès), parlat principalment a Albània, Sèrbia, Macedònia del Nord i Tessàlia (Grècia).

### Sard
- Sard (sardu o limba sarda, s. XI), parlat a Sardenya. És una de les llengües romàniques més conservadores, la qual cosa es pot explicar atès el seu aïllament geogràfic. Ha conegut nombrosos superstrats, dels quals el català i el castellà són els més rellevants. S'hi distingeixen diversos dialectes: campidanès, logudorès, que constitueixen la llengua considerada clàssica, nuorès (nuorais). Els dos últims dialectes mencionats són més arcaïtzants que el primer.

### Discrepàncies
La relació exacta entre els grups esmentats és matèria de discussió i no existeix una única classificació acceptada. Per exemple, a partir de les similaritats lèxiques computades pel projecte comparatiu ASJP Arxivat 2014-01-27 a Wayback Machine. i altres proves lingüístiques resulta un arbre diversificació com el següent:
|  | Romanès |
|  |         |

|  | \| \| Friülès \| \| \| \| \| \| Romanx \| \| \| \| \| \| Ladí \| \| \| \| |
|  |                                                                           |
|  | Friülès                                                                   |
|  |                                                                           |
|  | Romanx                                                                    |
|  |                                                                           |
|  | Ladí                                                                      |
|  |                                                                           |

|  | Friülès |
|  |         |
|  | Romanx  |
|  |         |
|  | Ladí    |
|  |         |

|  | Toscà          |
|  |                |
|  | Italià central |
|  |                |
|  | Napolità       |
|  |                |
|  | Sicilià        |
|  |                |

|  | \| \| Francès \| \| \| \| \| \| Arpità (franco-provençal) \| \| \| \| |
|  |                                                                       |
|  | Francès                                                               |
|  |                                                                       |
|  | Arpità (franco-provençal)                                             |
|  |                                                                       |

|  | Francès                   |
|  |                           |
|  | Arpità (franco-provençal) |
|  |                           |

|  | Occità |
|  |        |
|  | Català |
|  |        |

|  | Aragonès |
|  |          |

|  | Castellà     |
|  |              |
|  | Asturlleonès |
|  |              |

|  | Gallec    |
|  |           |
|  | Portuguès |
|  |           |

|  | Aragonès |
|  |          |

|  | Castellà     |
|  |              |
|  | Asturlleonès |
|  |              |

|  | Gallec    |
|  |           |
|  | Portuguès |
|  |           |

|  | Sard |
|  |      |

|  | Romanès |
|  |         |

|  | \| \| Friülès \| \| \| \| \| \| Romanx \| \| \| \| \| \| Ladí \| \| \| \| |
|  |                                                                           |
|  | Friülès                                                                   |
|  |                                                                           |
|  | Romanx                                                                    |
|  |                                                                           |
|  | Ladí                                                                      |
|  |                                                                           |

|  | Friülès |
|  |         |
|  | Romanx  |
|  |         |
|  | Ladí    |
|  |         |

|  | Toscà          |
|  |                |
|  | Italià central |
|  |                |
|  | Napolità       |
|  |                |
|  | Sicilià        |
|  |                |

|  | \| \| Francès \| \| \| \| \| \| Arpità (franco-provençal) \| \| \| \| |
|  |                                                                       |
|  | Francès                                                               |
|  |                                                                       |
|  | Arpità (franco-provençal)                                             |
|  |                                                                       |

|  | Francès                   |
|  |                           |
|  | Arpità (franco-provençal) |
|  |                           |

|  | Occità |
|  |        |
|  | Català |
|  |        |

|  | Aragonès |
|  |          |

|  | Castellà     |
|  |              |
|  | Asturlleonès |
|  |              |

|  | Gallec    |
|  |           |
|  | Portuguès |
|  |           |

|  | Aragonès |
|  |          |

|  | Castellà     |
|  |              |
|  | Asturlleonès |
|  |              |

|  | Gallec    |
|  |           |
|  | Portuguès |
|  |           |

|  | Sard |
|  |      |
Exemples de discrepàncies rellevants en les relacions d'aquests subgrups són la classificació de l'occitanoromànic que alguns autors inclouen, amb criteris més geopolítics, com a branca del gal·loromànic. D'altres consideren que les llengües gal·loitalianes i les llengües italoromàniques del centre i sud d'Itàlia formen un hipotètic grup italoromànic. Altres classificacions agrupen l'italià i les llengües del centre i sud d'Itàlia junt amb el romanès en una suposada branca oriental. Per totes aquestes raons, resulta més segur utilitzar una classificació filogenètica en molts grups de baix nivell que en si mateixos no siguin polèmics.

### Comentaris
Hi ha parles respecte a les quals es discuteix de vegades si s'han de classificar com a llengües a part o com a dialectes. Seria el cas de les llengües d'oïl (respecte al francès), l'occità gascó (respecte a l'occità), l'asturlleonés (respecte a l'espanyol), l'aragonès (respecte a l'espanyol i amb forta influència catalana i gascona), el cors, sicilià i napolità (respecte a l'italià) i els parlars romanesos al sud del Danubi. Val a dir que l'arrel d'aquests debats és que les parles en qüestió, en molts casos, són llengües de transició entre dues altres llengües romàniques o són llengües minoritzades i assimilades, cosa que n'ha interromput l'evolució. com en el cas de l'asturlleonès i de l'aragonès o navarroaragonès. En altres casos, les llengües de transició s'associen directament com a dialecte d'una de les implicades en la transició, com és el cas del murcià, considerat dialecte de l'espanyol i llengua de transició entre l'espanyol i el català, o el benasquès, considerat generalment dialecte de l'aragonès o parlar de transició entre aragonès i català.
D'altra banda, el fet que el portuguès i el gallec siguin dues llengües separades és també fortament debatut. La lingüística romànica tradicional considera que, sorgides d'un mateix parlar romanç (el galaicoportuguès), el gallec i el portuguès només són dues variants dialectals de la mateixa llengua: la segona que va seguir evolucionant lliurement i la primera que és el fruit de la pressió uniformitzadora d'Espanya, que l'ha dut fins i tot a adoptar una ortografia diferent i un fonema castellà.
En contra del criteri de la comunitat científica, hom reclama a voltes per motius polítics com a llengües separades el valencià (o fins i tot el català parlat a l'Aragó) i el moldau malgrat el consens acadèmic que són, respectivament, dialectes del català i del romanès (escrit amb alfabet ciríl·lic entre 1940 i 1989).

### Altres criteris
A banda dels criteris geogràfics, que obeeixen a evolució separada o conjunta, es poden classificar les llengües romàniques segons determinats trets lingüístics:
- formació del plural: les llengües han optat majoritàriament per agafar el plural de l'acusatiu llatí (i aleshores afegeixen una -s al nom) o bé pel plural canònic del nominatiu (i llavors varien l'al·lomorf a -i), com fan l'italià i el romanès. La línia Massa-Senigallia marca la frontera entre els dos grups
- comparatiu de superioritat i adverbi de quantitat: pot provenir de dos mots llatins, magis (com el català més) i plus (com en francès).
- el nombre setze: en la majoria de llengües adopta una forma irregular, mentre que en gallec, espanyol i portuguès segueix el paradigma de la desena (com proven les paraules dieciséis, diecisiete… en castellà).
- verb auxiliar dels temps compostos: els temps compostos del verb poden formar-se únicament amb el verb haver (castellà, sicilià i romanès) o alternar-lo amb el verb ser (resta de llengües).

### Criolls

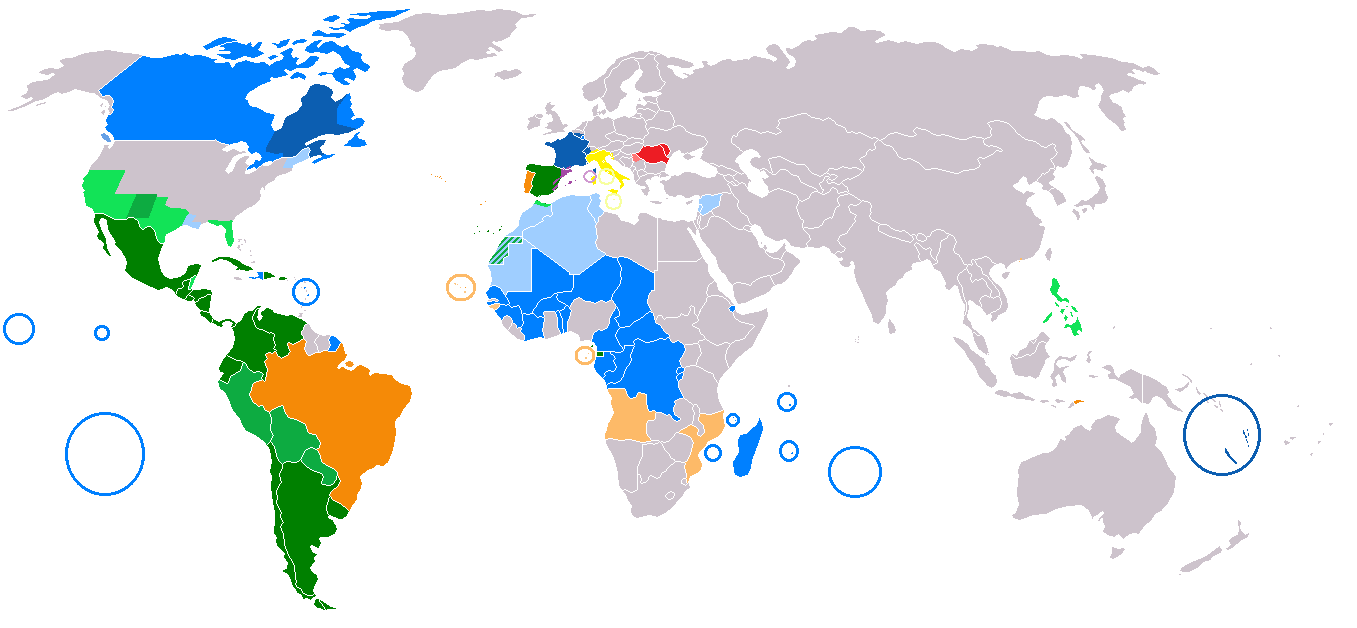
Mapa d'expansió de les llengües romàniques principals

Arran de l'experiència colonialista de certs estats d'Europa a partir de finals del segle xv, les llengües romàniques es van estendre arreu del planeta (especialment l'espanyol, el portuguès i el francès). A més, però, van donar lloc a una sèrie de barreges (sia amb llengües locals o altres llengües estrangeres) que hom coneix com a criolls. En són exemples (en negreta la llengua d'origen i entre parèntesis el país o territori on es parla):
- Basats en el francès
  - Crioll haitià
  - Crioll antilhés
  - Crioll borbonés (Reunió, Mauricio, Rodrigues)
- Basats en el castellà
  - Chavacano (Filipines)
  - Palenquero (Colòmbia)
  - Llanito (Gibraltar)
- Basats en el portuguès
  - Papiamento (Antilles Neerlandeses i Aruba)
  - Crioll capverdià